# So far so good
「so far so good」（ソー・ファー・ソー・グッド）は、小田和正の楽曲。2022年4月13日にソニー・ミュージックレーベルズ（Little Tokyo / Ariola Japanレーベル）より前作「こんど、君と」に続いて配信限定リリースされた。

## 解説
NHK総合ドラマ10『正直不動産』主題歌。
小田がNHKの番組に提供した楽曲は前作『こんど、君と』（『みんなのうた60』記念ソング）以来約1年ぶり、また、NHKのテレビドラマ主題歌としては2014年の『二人』（木曜時代劇『吉原裏同心』主題歌）以来約8年ぶりで、配信限定のリリースは前年の『風を待って』と『こんど、君と』に続いてとなる。
小田は「とにかくドラマに全然合っていなかったとだけは言われぬよう「軽快に明るく」というもう一つのテーマだけはクリアしなければと頑張りました」とコメントしている。

## 収録曲
| 全作詞・作曲・編曲: 小田和正。 |                                                         |          |            |      |
| #                              | タイトル                                                | 作詞     | 作曲・編曲 | 時間 |
| 1.                             | 「so far so good」(NHK総合ドラマ10『正直不動産』主題歌) | 小田和正 | 小田和正   | 4:34 |

## レコーディング・メンバー
- Mansaku Kimura - Drums & Percussion
- Nathan East - Bass
- Yoshiyuki Sahashi - Guitars
- Kinbara Strings Group - Strings
- Tomoyuki Asakawa - Harp
- Kazumasa Oda - Harmonica
- Takako Matsu - Vocal
- Sho Wada - Vocal
- Hideki Mochizuki - Programming